# Susana Cuevas Suárez
Susana Graciela Cuevas Suárez es una lingüista, investigadora y académica mexicana especializada en lenguas indígenas. Su investigación está centrada en los aspectos semánticos y etnolingüísticos del idioma Amuzgo desde el enfoque cognitivo.

## Estudios
Su primera formación fue como maestra en Educación primaria, posteriormente realiza la licenciatura  y maestría en Lingüística en la Escuela Nacional de Antropología e Historia (ENAH) y estudios de doctorado en la State University of New York en Albany.

## Investigador y académico
Profesora investigadora titular "C" de la Dirección de Lingüística del Instituto Nacional de Antropología e Historia (INAH).
Responsable de diversos proyectos: Gramática didáctica del Amuzgo de san Pedro Amuzgos, Oaxaca,  Cuentos y leyendas amuzgos, El cuerpo humano: proyección semántica, incorporación y gramaticalización, entre otros. Fundadora y coordinadora del Seminario Interinstitucional de Antropología Lingüística con sede en la Dirección de Lingüística del INAH Los principales cursos que ha impartido son Fonología, Semántica y Etnolingüística en la Escuela Nacional de Antropología e Historia, en la Universidad Nacional Autónoma de México, entre otras Universidades. Es titular del Proyecto de Investigación Formativa (PIF) Lengua y Cultura en la ENAH desde 2016, así como de la Línea de Investigación Lengua y Cultura en el programa de Posgrado en Lingüística de la ENAH.